# Briketi od biomase
Briketi od biomase su biogoriva koje se koristi kao zamjena za fosilni i drveni ugljen. Briketi se najviše koriste u zemljama trećeg svijeta gdje nije jednostavno doći do fosilnih goriva. Postoji pokret koji promiče upotrebu briketa od biomase u razvijenom svijetu za grijanje industrijskih kotlova u svrhu dobivanja električne energije iz pare. Izgaranjem zajedno s ugljenom oslobađa se toplina za grijanje kotlova.

## Sastav i proizvodnja
Briketi od biomase ponajviše se proizvode iz ostataka biljaka i organskih materijala općenito.  Ti komprimirani sastojci sadrže različite organske tvari, uključujući i rižine ljuske, otpatke šećerne trske, orahove ljuske, komunalni otpad, poljoprivredni otpad i slično. Sastav briketa varira od područja s obzirom na dostupnost sirovina. Sirovine se skupe i komprimiraju se u brikete, kako bi se spalilo što više i omogućio lakši prijevoz robe. Ovi briketi su vrlo različiti od ugljena, jer oni nemaju velike koncentracije ugljika i dodanih materijala. U odnosu na fosilna goriva, briketi proizvode niske neto ukupne emisije stakleničkih plinova jer su već prošli kroz ugljikov ciklus.
Jedan od najčešćih razlika među procesima proizvodnje briketa biomase jest način na koji se biomasa suši. Proizvođači mogu koristiti torefakciju, pougljenjivanje, ili različite stupnjeve piroliza. Istraživači su zaključili da su torefakcijski procesi i pougljenivanje najučinkovitiji oblici isušivanja biomase, ali korištenje briketa određuje metodu isušivanja.
Komprimiranje je još jedan čimbenik koji utječe na proizvodnju. Neki materijali gore učinkovitije ako su komprimirani pri niskim tlakovima, kao što su mljeveni kukuruz. Ostali materijali, poput pšenice i slame od ječma, zahtijevaju visoki tlak za proizvodnju topline. Postoje razne tehnologije komprimiranja koje se mogu koristiti. Komprimiranje pomoću klipa se koristi za stvaranje čvrstih briketa za široku lepezu upotrebe. Vijčano istiskivanje se koristi za komprimiranje biomase u široke, homogene brikete koji zamjenjuju dio ugljena u zajedničkom izgaranju. Ova tehnologija stvara prstenaste brikete, nalik krafni s rupom. Rupa u središtu briketa daje veću površinu gorenja, omogućujući brže izgaranje.

## Povijest
Ljudi su u Nepalu koristili brikete od biomase još prije pisane povijesti. Iako neučinkovito, spaljivanje rasute biomase stvorilo bi dovoljno topline za kuhanje i grijanje. Prvo komercijalno proizvodno postrojenje nastalo je 1982. godine, a proizvodilo je gotovo 900 tona biomase. Godine 1984. izgrađene su tvornice s poboljšanom efikasnošću i većom kvalitetom samih briketa. Pogoni su koristili kombinaciju rižine ljuske i melasa. The King Mahendra Trust for Nature Conservation (KMTNC) i Institute for Himalayan Conservation (IHC) stvorili su 2000. godine smjesu ugljena i biomase pomoću jedinstvenoga stroja za valjanje.

## Japanski "Ogalite"
Godine 1925. Japan je samostalno počeo razvijati tehnologiju za iskorištavanje energije iz briketa od piljevine, poznat kao "Ogalite". Između 1964. i 1969. godine Japan je učetverostručio proizvodnju kombinirajući tehnologiju vijčanog istiskivanja i klipne tehnologije komprimiranja.